# Saison 1956-1957 de la LAH
Saison précédente Saison suivante
La saison 1956-1957 de la Ligue américaine de hockey est la 21e saison de la ligue au cours de laquelle six équipes jouent chacune 64 matchs.
Les Reds de Providence terminent à nouveau meilleure équipe de la saison régulière mais ce sont les Barons de Cleveland qui remportent la coupe Calder, la huitième de leur histoire.

## Changement de franchise
Les Hornets de Pittsburgh déménagent à Rochester pour devenir les Americans de Rochester. En effet, leur patinoire le Duquesne Gardens est trop vieille pour continuer à accueillir des matchs de hockey.

## Saison régulière

### Classement
| Clt   | Équipe                 | PJ | V  | D  | N | BP  | BC  | Pts |
| ----- | ---------------------- | -- | -- | -- | - | --- | --- | --- |
| +001, | Reds de Providence     | 64 | 34 | 22 | 8 | 236 | 168 | 76  |
| +002, | Barons de Cleveland    | 64 | 35 | 26 | 3 | 249 | 210 | 73  |
| +003, | Americans de Rochester | 64 | 34 | 25 | 5 | 224 | 199 | 73  |
| +004, | Bears de Hershey       | 64 | 32 | 28 | 4 | 223 | 237 | 68  |
| +005, | Bisons de Buffalo      | 64 | 25 | 37 | 2 | 209 | 270 | 52  |
| +006, | Indians de Springfield | 64 | 19 | 41 | 4 | 217 | 274 | 42  |

- En gras : qualifiés pour les séries

### Meilleurs pointeurs
| Joueur          | Équipe                 | PJ | B  | A  | Pts | Pun |
| --------------- | ---------------------- | -- | -- | -- | --- | --- |
| Fredrick Glover | Barons de Cleveland    | 64 | 42 | 57 | 99  | 111 |
| Willie Marshall | Bears de Hershey       | 64 | 35 | 59 | 94  | 18  |
| Jimmy Moore     | Barons de Cleveland    | 64 | 23 | 66 | 89  | 31  |
| Paul Larivee    | Reds de Providence     | 64 | 46 | 43 | 89  | 24  |
| Bronco Horvath  | Americans de Rochester | 56 | 37 | 44 | 81  | 39  |
| Boris Elik      | Barons de Cleveland    | 61 | 40 | 40 | 80  | 82  |
| Dunc Fisher     | Bears de Hershey       | 64 | 40 | 38 | 78  | 59  |
| Ken Wharram     | Bisons de Buffalo      | 64 | 28 | 49 | 77  | 18  |

## Match des étoiles
Le quatrième Match des étoiles se joue le 23 octobre 1956 à Providence. Les champions en titre, les Reds de Providence battent l'équipe d'étoiles de la ligue 4-0.

## Séries éliminatoires
Toutes les séries se jouent au meilleur des 7 matchs.
- Le premier de la saison régulière rencontre le troisième.
- Le deuxième rencontre le quatrième.
- Les vainqueurs s'affrontent en finale pour le gain de la coupe Calder[4].

### Tableau
|  | Premier tour | Premier tour |           |   | Finale | Finale |
|  | Premier tour | Premier tour |           |   | Finale | Finale |
|  |              |              |           |   |        |        |
|  |              |              |           |   |        |        |
|  |              |              |           |   |        |        |
|  | Providence   | 1            |           |   |        |        |
|  | Providence   | 1            |           |   |        |        |
|  | Rochester    | 4            |           |   |        |        |
|  | Rochester    | 4            | Cleveland | 4 |        |        |
|  |              |              | Cleveland | 4 |        |        |
|  |              | Rochester    | 1         |   |        |        |
|  | Cleveland    | Rochester    | 1         | 4 |        |        |
|  | Cleveland    |              |           | 4 |        |        |
|  | Hershey      | 3            |           |   |        |        |
|  | Hershey      | 3            |           |   |        |        |

## Trophées

### Trophées collectifs
| Coupe Calder : Vainqueurs des séries                           | Barons de Cleveland |
| Trophée F.-G.-« Teddy »-Oke : Champions de la saison régulière | Reds de Providence  |

### Trophées individuels
| Trophée Les-Cunningham : Meilleur joueur de la saison                                 | Johnny Bower (Reds de Providence)     |
| Trophée John-B.-Sollenberger : Meilleur pointeur                                      | Fredrick Glover (Barons de Cleveland) |
| Trophée Dudley-« Red »-Garrett : Meilleure recrue                                     | Boris Elik (Barons de Cleveland)      |
| Trophée Harry-« Hap »-Holmes : Gardien ayant la plus petite moyenne de buts encaissés | Johnny Bower (Reds de Providence)     |